# Åke Lundeberg
Åke Lundeberg, né le 14 décembre 1888 à Gävle (Suède) et mort le 29 mai 1939 dans la même ville, est un tireur sportif suédois.

## Palmarès
- Jeux olympiques d'été de 1912 à Stockholm (Suède):
  -  Médaille d'or au tir au cerf courant coup double à 100 m.
  -  Médaille d'or au tir au cerf courant coup simple à 100 m par équipes.
  -  Médaille d'argent au cerf courant coup simple à 100 m.